# Dai Dower
David William „Dai” Dower (ur. 20 czerwca 1933 w Abercynon, zm. 1 sierpnia 2016 w Bournemouth) – brytyjski pięściarz. Reprezentant kraju podczas Igrzysk Olimpijskich w 1952 w Helsinkach.
Na igrzyskach w Helsinkach wystąpił w turnieju wagi muszej. Najpierw wygrał z Abdelem Amidem Boutefnouchetem z Francji, a następnie wygrał z Lesliem Handunge’em z Cejlonu. Walkę o strefę medalową przegrał z Anatolijem Bułakowem reprezentującym Związek Socjalistycznych Republik Radzieckich.